# صفرانة نحيلة
صفرانة نحيلة (الاسم العلمي:Xanthisma gracile) هي نوع من النباتات يتبع جنس الصفرانة من الفصيلة النجمية.